# دعاية شعبية زائفة
الدعاية الشعبية الزائفة (إنجليزية:Astroturfing) هي إخفاء الجهات الراعية لرسالة أو منظمة أو مُنتج ما لجعلها تبدو كما لو كانت نابعة من مشاركة شعبية حقيقية. وتهدف الدعاية الشعبية الزائفة إلى إضفاء المصداقية على بيانات ومواقف ورسائل كيان ما بادعاء استقلاليته وإخفاء مصادر تمويله. العديد من دول العالم لديها قوانين تمنع ممارسة هذه السلوكيات.

## التعريف
يمكن تعريف الدعاية الشعبية الزائفة بأنها اللجوء لاستخدام قاعدة شعبية مزيفة تكون ممولة من الشركات، كيانات حكومية، وأحزاب سياسية لصناعة رأي عام. خلق وهم تأييد شعبي واسع لسياسة معينة.
إدوارد ووكر، أستاذ مشارك في علم الاجتماع بجامعة كاليفورنيا في لوس أنجلوس، في كتابه «الشعبية المستأجرة: استشارات الشؤون العامة في الديمقراطية الأميركية» يعرف الدعاية الشعبية الزائفة بأنها المشاركة العامة التي يُنظر إليها بأنها مُحفزة بشكل كبير، أو حملات مزورة بمعنى أنها تنسب تصريحات لأشخاص لم يدلوا بها، أو حملات تصب في صالح مجموعات نخبوية ولكنها تتنكر لتظهر بأنها حركة جماهيرية.
تعريف آخر هو سلوك تتبعه أطراف سياسية لخلق تأييد شعبي لقضية أو مرشح ما مع اخفاء الجهاز التنظيمي الذي يقف ورائها. أو مشروع علاقات عامة تعطي الانطباع بأنها ردود فعل شعبية عفوية.
مايميز هذه الدعايات عن الحركات الشعبية، هو أن الحركات الشعبية العفوية يبدأها ويديرها ويتحكم بها أناس عاديون ليسوا سياسيين، ولا مؤسسات علاقات عامة أو شركات كبرى. في حين الدعايات الشعبية المزيفة يبدأها ويصممها ويديرها سياسيون ولكنها معدة بشكل حذر لتبدو كما لو كانت حركات شعبية عفوية مدفوعة من شعور جمعي لم يتطور عن طريق التلاعب، وذلك لإن «الاستقلالية» المزيفة عامل مهم من عوامل المصداقية أمام الرأي العام. ظهر المصطلح وتطور في الولايات المتحدة.

## تاريخ
استخدم مصطلح الدعاية الشعبية الزائفة لأول مرة في عام 1985 على لسان السيناتور الأمريكي الديمقراطي لويد بنستن من ولاية تكساس عندما قال:
كان يتحدث عن البطاقات والرسائل التي أرسلت إلى مكتبه وقُدمت له على أساس أنها من مواطنين عاديين، ولكنها كانت لتعزيز مصالح شركات التأمين. برغم أن المصطلح مُصاغ حديثًا إلى حد ما إلا أن الممارسة بحد ذاتها أقدم من ذلك. على سبيل المثال، في الفصل 1 المشهد 2 من مسرحية شكسبير بعنوان «يوليوس قيصر»، حيث قام كاسيوس بكتابة خطابات مزيفة من «الجماهير» لإقناع بروتس باغتيال قيصر.

### في السياسة
خلال عملية إعادة فرز أصوات الناخبين بفلوريدا في الانتخابات الرئاسية الأميركية عام 2000، وصلت مجموعة من «الحشود العفوية» لمركز الاقتراع، تظاهرت المجموعة التي سمت نفسها بروكس بروذرز بأنها حركة جماهيرية عفوية تريد إلغاء إعادة فرز الأصوات بالقوة، ولكنهم كانوا ناشطين مرتبطين بالحزب الجمهوري. بل منهم ذهب ليعمل في إدارة الرئيس جورج دبليو بوش لاحقاً.
في عام 2003، عرض موقع "GOPTeamLeader.com" الإلكتروني على المستخدمين «نقاطا» يمكن استبدالها بمنتجات إستهلاكية شريطة توقيعهم على رسالة إلكترونية نموذجية لتعزيز جورج دبليو بوش، نشرت الرسالة المعنونة «إظهار القيادة الحقيقية» في صحيفة محلية على أنها رسالة للمحرر. نشرت مئة صحيفة نفس الرسالة بتواقيع مختلفة منها صحيفتي بوسطن غلوب ويو إس إيه توداي.
الممارسة ليست حكراً على المحافظين، فقد قام موقع "MoveOn.org" الليبرالي بحملة رسائل مشابهة للترويج لفيلم الأميركي مايكل مور فهرنهايت 11/9. مدونون ليبراليون أستغلوا حملات جورج دبليو بوش الدعائية واستعملوا الرسائل وقاموا بتعديلها وإرسالها للصحف، لم يمض وقت طويل حتى اكتشف مدونون محافظون أساليب موقع "MoveOn.org".
وصفت المظاهرات المؤيدة لقانون الرعاية بأسعار معقولة الذي أصدره باراك أوباما عام 2010، بأنها دعاية شعبية زائفة تشبه حادثة بروكس بروذرز عام 2000. خلية تفكير تدعى لجنة لأجل ميزانية فيدرالية مسؤولة أطلقت حملة عام 2012 بعنوان «أصلحوا الدين» بغرض تقليص الدين الحكومي، من دون أن تُظهر الحملة أن أعضائها كانوا لوبيست وموظفين كبار في شركات كبرى مهتمة بتقليص الدين الحكومي.

## قانونيا
العديد من دول العالم لديها قوانين تحظر الممارسات الدعائية الزائفة. في الولايات المتحدة، تقوم لجنة التجارة الفيدرالية بارسال أوامر وقف وإنهاء أو دفع غرامة مالية مقدارها 16,000$ في اليوم الواحد لانتهاك «الدليل المتعلق باستخدام التأييد والشهادات في الإعلان».
في الاتحاد الأوروبي، هناك قانون توجيه الممارسات التجارية الجائرة ويشدد القانون أن يتضمن المحتوى التحريري مدفوع الثمن إعلاناً واضحاً بأنه دعاية مرعية. بالإضافة إلى ذلك، فإنه يحظر أولئك المرتبطين مالياً بالرعاة من التضليل والتظاهر بأنهم مستهلكون عاديون.
المملكة المتحدة لديها حماية المستهلك من اللوائح التجارية الغير العادلة والتي تحظر التمثيل الكاذب للنفس وتقديمها كمستهلك عادي. ويفرض البريطانيون عقوبات تصل إلى السجن لسنتين ودفع غرامات لا محدودة للمخالفين. وقام مجتمع صناعة الإعلان بتبني العديد من السياسات الطوعية التي تمنع تضليل الجمهور.
في أستراليا، يحظر البند الثامن عشر من قانون حماية المستهلك «السلوك التضليلي والمخادع». وفقا لمجلة سياسة المستهلك الأسترالية، فان قوانين حماية المستهلك التي ظهرت عام 1975 غامضة وفي معظم الحالات، يتم فرض القوانين من خلال دعاوى قضائية من المتنافسين، بدلا من الهيئة التنظيمية، وهي لجنة المنافسة والمستهلك.
عالمياً، هناك شبكة حماية المستهلك والإنفاذ الدولية (ICPEN). تستهدف اللوائح القانونية في المقام الأول الشهادات والتوثيقات والبيانات الخاصة بالأداء أو جودة المنتج. ويمكن اعتبار أن العاملين في المؤسسة يقومون بدور المستهلكين إن لم تقم السلطة داخل الشركة التي يعملون فيها بتوجيه آرائهم.

## الفعالية
كما ذكر أعلاه، إدوارد ووكر، أستاذ مشارك في علم الاجتماع بجامعة كاليفورنيا في لوس أنجلوس، في كتابه «الشعبية المستأجرة: استشارات الشؤون العامة في الديمقراطية الأميركية» يعرف الدعاية الشعبية الزائفة بأنها حملات تصب في صالح مجموعات نخبوية ولكنها تتنكر لتظهر بأنها حركة جماهيرية. وبرغم أن ليس كل حملات الضغط الشعبي المحترفة تندرج تحت هذا التعريف، يجادل الكاتب بأنه وعند فشل الحملات الشعبية في الكشف عن مصادر تمويلها ورعاتها، أو تفشل في تطوير شراكة مع دوائر لها مصلحة مستقلة في قضية ما، ينطبق عليها التعريف الوارد.
قامت دراسة نشرت في "مجلة أخلاقيات الأعمال" (إنجليزية:Journal of Business Ethics) بفحص آثار المواقع الإلكترونية التي تديرها المجموعة الأمامية من الطلاب. ووجدت الدراسة أن الدعاية الشعبية الزائفة كانت فعالة في تغيير المفاهيم لتتون موافقة ل لمصالح التجارية. وذكرت صحيفة نيويورك تايمز أن شهادات المستهلك تكون أكثر فاعلية لأنها "تكون بمثابة شهادات لأناس واقعيين، وعلى الرغم من ذلك يتم بيع وشراء البعض كأي شيء على شبكة الإنترنت التجارية. وتشعر بعض المؤسسات أن عملها التجاري مهدد بالشهادات السلبية؛ لذا ربما تشترك في الدعاية الشعبية الزائفة لحجبها.

## المبررات
يدافع بعض القائمين على مواقع الدعاية الشعبية الزائفة عن ممارساتهم. بالنسبة إلى «الحركات التي تم تنظيمها باستخدام القوة للمبالغة في فرض سيطرتها» وقال ريان ساجر هذا "ليس غشًا. افعل ما في وسعك حتى تظهر للناس سياساتك الأساسية. ويرى المسؤولون التنفيذيون بورتر/نوفيل أنه "سيأتي وقت على موقفك الذي تدعمه - بغض النظر عما إذا كان في وضع جيد ومدعومًا - حين يرفضه العامة لمجرد أنك تعبر عن نفسك بدون مبالغة.

## التأثير على المجتمع
قدر خبير بيانات التعدين الأستاذ بينغ ليو (جامعة إلينوي) أن ثلث تعليقات المستهلكين المشاركين على الإنترنت وهمية. ووفقًا لصحيفة نيويورك تايمز، هذا جعل من غير اليسير معرفة الاختلاف بين "الشعور السائد" و"الرأي العام المصطنع". ووفقًا لمقال نشر في مجلة جورنال أوف بيزنس إيثكس، فإن الدعاية الشعبية الزائفة تهدد شرعية الحركات الشعبية الحقيقية. ويرى المؤلفون أن الدعاية الشعبية الزائفة التي "صممت بقصد تحقيق أجندات الشركات، تتلاعب بالرأي العام وتضر بالبحث العلمي الذي يمثل تجاوزا خطيرا في السلوك الأخلاقي. واكتشف تقرير أجري في 2011 أنه غالبا ما تهاجم الإعلانات المدفوعة الثمن للشركات المتنافسة بعضها البعض في المنتديات ويسحقون المشارك العادي في هذه العملية. ويقول جورج مونبيوت إن برامج الإدارة الشخصية التي تدعم الدعاية الشعبية الزائفة "يمكن أن تدمر الإنترنت كمنتدى للنقاش الفعال".

## التقنيات
يمكن أن تستخدم المؤسسات الدعاية الشعبية الزائفة من خلال استخدام المجموعات الأمامية التي تتظاهر بخدمة الصالح العام لكن يديرها في الواقع راعٍ سري. ويمكن للمجموعات الأمامية التأكيد على الأصوات المعارضة وأن تزرع الشك حول مصداقية ما أجمع عليه الخبراء من خلق حالة من الشك حول قضية ما تهدد عمل الراعي. وتستخدم مدونات وهمية في بعض الأحيان لمنح مظهر تقديم شهادات حقيقية بينما تمولها أو تديرها مصالح اقتصادية وسياسية.
يقوم بعض مستخدمي الدعاية الشعبية الزائفة باستخدام تقنيات الدمية الجورب حيث ينشئ شخص واحد عدة هويات لمنح مظهر الدعم الشعبي. قد يقوم مستخدمو الدمية الجورب بنشر مراجعات إيجابية حول المنتج ومهاجمة المشاركين الذين ينتقدون المؤسسة أو ينشرون مراجعات وتعليقات سلبية حول المنافسين بهذه الهويات المزيفة. وتدفع الشركات التي تستخدم الدعاية الشعبية الزائفة رواتب لفريق العاملين بناءً على عدد المنشورات التي تبقى دون أن يضع عليها المشرفون علامة. ويمكن استخدام برمجيات الإدارة الشخصية ولذلك فإن كل منشور مدفوع يمكن أن يتحكم في عدد من الشخصيات يتراوح ما بين خمس إلى سبعين شخصية على الإنترنت دون حدوث خلط بينها.
وقد ترعى شركات الأدوية مجموعات دعم المرضى وتدفعهم في نفس الوقت إلى المساعدة في تسويق منتجاتها. والمدونون الذين يحصلون على منتجات مجانية ودفع نفقات سفرهم أو غير ذلك من التسهيلات يمكن اعتبارهم ممن يقومون بالدعاية الشعبية الزائفة إن لم يتم الإفصاح عن هذه الهدايا للقراء. كما يعتبر المحللون ممن يقومون بالدعاية الشعبية الزائفة حيث إنهم يخفون عملاءهم غالبًا ولا يفصحون عن صلتهم المالية بهم. ولتجنب الدعاية الشعببية الزائفة، تضع الكثير من المؤسسات والصحف سياسات تختص بالهدايا ووسائل الترفية والإيضاحات.

### الكشف
يمكن لبرمجيات الإدارة الشخصية تأريخ الحسابات بتاريخ سابق ومحاكاة حضور مؤتمر ما آليًا لتكون أكثر إقناعًا بأنها أصلية. وفي شركة الحماية الإلكترونية HBGary، يُمنح الموظفون محركات أقراص تجريبية تتضمن حسابات على الإنترنت بهويات فردية وإشارات بصرية لتذكير الموظف بالهوية التي يستخدمها حاليًا.
يمكن طباعة الرسائل الجماعية بأدوات كتابة مخصصة باستخدام أنواع مختلفة من الخطوط والألوان والكلمات حتى تبدو وكأنها شخصية.
ووفقًا لمقال منشور في جريدة نيويورك تايمز، فإنه نادرًا ما تطبق هيئة التجارة الاتحادية قوانين الدعاية الشعبية الزائفة الخاصة بها. وبالرغم من ذلك فإن عمليات الدعاية الشعبية الزائفة يتم اكتشافها مرارًا عند التعرف على صور الملف الشخصي لها أو تحديدها من خلال أنماط استخدامها لحساباتها. وطورت جامعة إنديانا برنامجًا في عام 2010 يقوم باكتشاف الدعاية الشعبية الزائفة على تويتر بالتعرف على الأنماط السلوكية.

## العمل التجاري
وفقًا لنانسي كلارك التي تعمل بالاتصالات الدقيقة، فإن اختصاصيي القاعدة الشعبية يتقاضون من 25 دولارًا إلى 75 دولارًا مقابل كل مكوِّن بإرسال خطاب لأحد العاملين بالسياسة. وفي الصين يحصل من يقومون بالتعليق على الإنترنت على خمسين سنتًا لكل منشور وذلك لكل منشور يبقى بلا علامة من قبل المشرفين. وذكرت جريدة نيويورك تايمز أن هناك شركة تجارية لبيع كتب وهمية يدفع 999 دولارًا أمريكيًا لكل 50 مراجعة وحققت 28000 دولار شهريًا بعد فترة قصيرة من الافتتاح.

## تاريخ الدعاية الشعبية الزائفة
مع بداية اكتساب المدافعين عن الصحة شرعية في زيادة الضرائب ولوائح التدخين في الولايات المتحدة، أنشأ فيليب موريس وبيرسون مارستيلر وغيرهم من المدافعين عن مصالح شركات التبغ التحالف الوطني للمدخنين (NSA) في عام 1993. وأطلق التحالف الوطني للمدخنين وغيرهم من المهتمين بمصالح شركات التبغ حملة علاقات عامة شرسة من عام 1994 حتى 1999 في محاولة منها لإظهار الدعم الشعبي المبالغ فيه لحقوق المدخنين. ووفقًا للمقال المنشور في مجلة هيلث كوميونيكاشن (Journal of Health Communication)، حقق التحالف الوطني للمدخنين نجاحًا متفاوتًا في هزيمة السندات التي أضرت بعائدات فوائد صناعة التبغ.
وجعل البريد الإلكتروني والمكالمات الهاتفية الآلية والرسائل النموذجية والإنترنت في أواخر تسعينيات القرن العشرين الدعاية الشعبية الزائفة أكثر اقتصادية وتوافرًا. وفي عام 2011، عندما كانت شركة ميكروسوفت تدافع عن نفسها في قضية لمكافحة الاحتكار حيث أطلقت مجموعة الأمريكيون للريادة التقنية (ATL)، وهي مجموعة تمولها شركة ميكروسوفت إلى حد بعيد حملة كتابة الخطابات. واتصلت مجموعة ATL بالهيئات المكونة تحت ستار إجراء استطلاع للرأي وأرسلت للعملاء الداعمين لشركة ميكروسوفت خطابات مكتوبة مسبقًا لإرسالها للمشرعين المعنيين. وصمم هذا ليبدو كأن هناك دعمًا جماهيريًا للتعاطف في إصدار حكم خاص بقضية مكافحة الاحتكار.
وفي عام 2006، قام موظفان في شركة إيدلمان بإنشاء مدونة باسم "Wal-Marting Across America" حول مسافرين إلى وول مارت عبر البلاد. وأعطت هذه المدونة مظهرًا وكأنها مدارة بواسطة مستهلكين عفويين لكن الواقع أنهما كانا يديرانها بالنيابة عن الأسر العاملة في شركة وول مارت وهي مجموعة تمولها شركة وول مارت.
وفي عام 2007، قام موقع أسك دوت كوم بنشر حملة إعلانية مناهضة لشركة جوجل تصور جوجل على أنها «تحتكر المعلومات» وأن هذا يدمر الإنترنت. وصمم هذا الإعلان ليوحي بوجود حركة شعبية ولم تفصح عن أنها ممولة من قبل المنافسين.
وفي عام 2010، تقدمت هيئة التجارة الاتحادية بشكوى حول شركة ريفيرب للاتصالات والتي كانت تستخدم متدربين من أجل نشر مشاركات إيجابية كأنها من عملاء بشأن منتجها في متجر أبل.
قدر تقرير في عام 2008 أن الصين توظف 280000 فرد لحجب المنشورات المعارضة ونشر الدعايا الداعمة للصين وتدفع خمسين سنتًا في مقابل المنشور. ويذكر تقرير آخر صدر في عام 2011 أن عمليات الدعاية الشعبية الزائفة في الصين كانت «تغرق» الإنترنت.
كما لفت الرئيس باراك أوباما الانتباه إلى قضية الاحتباس الحراري في عام 2009، حيث وجدت دراسة قام أن مجموعات مثل معهد هارتلاند خلقت نوعًا من الحيرة بين الهيئات حول الاحتباس الحراري العالمي عن طريق نشر مواد تلقي بالشك حول إجماع العلماء بشأنها.
وفي يونيه 2010، قامت القوات الجوية الأمريكية بطلب برمجيات الإدارة الشخصية التي من شأنها "تمكين المشغل من ممارسة عدد من الشخصيات المختلفة على الإنترنت من نفس محطة العمل ودون خوف من أن يكتشفهم الخصوم المتطورون. يجب أن تكون هذه الشخصيات قادرة على أن تبدو وكأنها تنشأ في أي جزء من العالم، ويمكن أن تتفاعل من خلال الإنترنت عبر الخدمات التقليدية ومنصات وسائل الإعلام الاجتماعي... ومُنحت شركة نتربيد عقدًا بمبلغ 2.6 مليون دولار أمريكي مقابل برنامج الدعاية الشعبية الزائفة الذي يستخدمه الجيش في نشر دعايا لدعم أمريكا في الشرق الأوسط وتعطيل دعايا التطرف والتجنيد.
وفي سبتمبر 2012، وباعتبارها أول قضية كبرى محددة للدعايا الشعبية الزائفة في فنلندا حيث واجهت الانتقادات المتعلقة بتكلفة نظام معلومات المريض 1.8 بليون جنيه إسترليني بواسطة هويات وهمية على الإنترنت تديرها الشركات المعنية.